# Protochondracanthus alatus
Protochondracanthus alatus – gatunek widłonoga z rodziny Chondracanthidae.
SystematykaGatunek ten opisał w 1865 roku austriacki zoolog Camill Heller, nadając mu nazwę Chondracanthus alatus. Autor podał, że okaz typowy pozyskano z ryby Hippoglossus Nolako złowionej w Singapurze.
WystępowanieGatunek ten występuje w północnym Oceanie Indyjskim i zachodniej części Oceanu Spokojnego – stwierdzano go m.in. u wybrzeży Singapuru, Indii, Sri Lanki, Pakistanu, Tajwanu, a także w Zatoce Perskiej.
Tryb życiaJest to pasożyt występujący na skrzelach ryb, głównie Psettodes erumei z rzędu flądrokształtnych, ale także Epinephelus chlorostigma z rzędu okoniokształtnych.